# Hartmut Weber
Hartmut Weber, né le 17 octobre 1960 à Kamen, est un athlète allemand spécialiste du 400 mètres.

## Carrière
Il remporte la finale du 400 m des Championnats d'Europe 1982 d'Athènes en réalisant la meilleure performance de sa carrière en 44 s 72, devançant l'Est-allemand Andreas Knebel et le Russe Viktor Markin. Il décroche un nouveau titre continental en fin de compétition dans l'épreuve du relais 4 × 400 mètres aux côtés de ses compatriotes Erwin Skamrahl, Harald Schmid et Thomas Giessing. En 1983, Hartmut Weber participe à la première édition des Championnats du monde d'athlétisme. Il se classe cinquième du 400 m et obtient par ailleurs la médaille d'argent du relais 4 × 400 m derrière l'équipe d'URSS.
Il s'impose lors de la Coupe d'Europe d'athlétisme 1979 (4 × 400 m), 1981 (400 m) et 1983 (400 m).

## Records personnels
- 400 m :  44 s 72 (1982)
- 400 m (salle) : 45 s 49 (1983)

## Palmarès
| Date | Compétition                   | Lieu      | Place | Épreuve   |
| ---- | ----------------------------- | --------- | ----- | --------- |
| 1979 | Championnats d'Europe juniors | Bydgoszcz | 1er   | 400 m     |
| 1979 | Championnats d'Europe juniors | Bydgoszcz | 1er   | 4 × 400 m |
| 1982 | Championnats d'Europe         | Athènes   | 1er   | 400 m     |
| 1982 | Championnats d'Europe         | Athènes   | 1er   | 4 × 400 m |
| 1983 | Championnats du monde         | Helsinki  | 5e    | 400 m     |
| 1983 | Championnats du monde         | Helsinki  | 2e    | 4 × 400 m |